# Julie Garwood
Julie Garwood, nota anche con lo pseudonimo di Emily Chase (Kansas City, 26 dicembre 1944 – Leawood, 8 giugno 2023), è stata una scrittrice statunitense.

## Biografia
Prolifica autrice di romanzi rosa, pubblicò anche narrativa per adolescenti sotto lo pseudonimo di Emily Chase.
Il suo romanzo For The Roses (1995) è stato trasposto nel film per la televisione La piccola Rose (Rose Hill).